# Негровець (річка)
Негровець — річка  в Україні, у  Міжгірському районі Закарпатської області, ліва притока Тереблі (басейн Дунаю).

## Опис
Довжина річки приблизно 6 км. Формується з багатьох безіменних струмків. 

## Розташування
Бере  початок на південних схалах гірської вершини Негровець. Тече переважно на південний захід через село Негровець і впадає у річку Тереблю, праву притоку Тиси. 

## Цікавий факт
- Річка тече повністю в межах Національного природного парку "Синевир".